# Eleanor Rosch
Eleanor Rosch (1938) é uma psicóloga estadunidense. Ela é professora de Psicologia na Universidade da Califórnia em Berkeley, especializada em psicologia cognitiva e conhecida principalmente por seu trabalho sobre categorização, em particular a teoria dos protótipos, que influenciou profundamente os estudos da cognição.
Ao longo de seu trabalho, Rosch realizou uma extensa pesquisa com foco em uma variedade de tópicos, incluindo representação mental de conceitos. Seus interesses de pesquisa incluem cognição, conceitos, causalidade, pensamento, memória e psicologia transcultural, oriental e religiosa. Seu trabalho mais recente na psicologia da religião procurou mostrar as implicações do budismo e dos aspectos contemplativos das religiões ocidentais para a psicologia moderna.

## Carreira
Rosch nasceu em Nova Iorque, filha de um professor de inglês da Inglaterra e de uma mãe refugiada russa. Ela se graduou no Reed College, onde estudou a filosofia de Ludwig Wittgenstein. Em seguida, atuou como assistente social em Portland por vários anos, retornando mais tarde à Universidade Harvard para estudar psicologia clínica no então Departamento de Relações Sociais. Lá, apresentou uma tese de doutorado de mudança de paradigma sobre a formação de categorias, sob orientação de Roger Brown. Após um curto período no corpo docente da Universidade Brown e da Connecticut College, ingressou no Departamento de Psicologia da Universidade da Califórnia em Berkeley.
A partir de experimentos de campo que Rosch realizou na década de 1970 com o povo danis da Papua-Nova Guiné, ela concluiu que, ao categorizar um objeto ou experiência cotidiana, as pessoas confiam menos em definições abstratas de categorias do que em uma comparação de determinado objeto ou experiência com o que consideram ser o objeto ou experiência que melhor representa uma categoria/protótipo.
Embora os danis não tenham palavras para todas as cores como no inglês (sua língua continha apenas dois termos de cores dividindo-as na categoria 'claro/brilhante' ou na categoria 'escuro/frio'), Rosch mostrou que eles ainda podiam categorizar objetos por cores para as quais não haviam palavras. Ela argumentou que os objetos básicos têm uma importância psicológica que transcende as diferenças culturais e molda como esses objetos são representados mentalmente. Concluiu que pessoas em diferentes culturas tendem a categorizar objetos usando protótipos, embora os protótipos de categorias particulares possam variar.

## Publicações
Livros
- 1978 (com Lloyd, B., eds). Cognition and Categorization. Hillsdale NJ: Lawrence Erlbaum Associates.[8]
- 1991 (com Francisco Varela e Evan F. Thompson). The Embodied Mind. MIT Press.

Capítulos de livros
- 1973, "On the Internal Structure of Perceptual and Semantic Categories." In T. Moore (ed.), Cognitive Development and the Acquisition of Language, New York: Academic Press, 1973.
- 1974, Linguistic relativity. In: E. Silverstein (ed.) Human Communication: Theoretical Perspectives, Hillsdale, NJ: Lawrence Erlbaum.
- 1977, "Human Categorization" in Warren, Neil, ed., Advances in Cross-Cultural Psychology 1: 1-72. Academic Press.
- 1983, "Prototype classification and logical classification: The two systems" in Scholnick, E., New Trends in Cognitive Representation: Challenges to Piaget's Theory. Hillsdale, NJ: Lawrence Erlbaum Associates: 73-86

Artigos
- Rosch, E.H. (1973). «Natural categories». Cognitive Psychology. 4 (3): 328–50. doi:10.1016/0010-0285(73)90017-0
- Rosch, R.H. (1975). «Cognitive reference points». Cognitive Psychology. 7 (4): 532–47. doi:10.1016/0010-0285(75)90021-3
- 1975, "Cognitive representation of semantic categories," Journal of Experimental Psychology 104(3): 192-233.
- Rosch, E.H.; Mervis, C.B.; Gray, W.D.; Johnson, D.M.; Boyes-Braem, P. (1976). «Basic objects in natural categories». Cognitive Psychology. 8 (3): 382–439. CiteSeerX 10.1.1.149.3392. doi:10.1016/0010-0285(76)90013-X
- Mervis, C.B.; Rosch, E. (1981). «Categorization of Natural Objects». Annual Review of Psychology. 32: 89–113. doi:10.1146/annurev.ps.32.020181.000513
- Eleanor Rosch (2002). «How to catch James's mystic germ: Religious experience, Buddhist meditation and psychology». Journal of Consciousness Studies. 9 (9–10): 37–56. ISSN 1355-8250
- Eleanor Rosch (2003). «The basis of compassion: Western science in dialog with the Dalai Lama». PsycCRITIQUES. 48 (3): 330–332. ISSN 1554-0138. doi:10.1037/000807
- Eleanor Rosch (2007). «More than mindfulness: When you have a tiger by the tail, let it eat you». Psychological Inquiry. 18 (4): 258–264. ISSN 1047-840X. doi:10.1080/10478400701598371
- Eleanor Rosch & Eman Fallah (2007). «Science and religion, Dalai Lama style». PsycCRITIQUES. 52 (20): np. ISSN 1554-0138. doi:10.1037/a0007895